# 臺灣電視史
臺灣電視事業發展較歐美國家、中國大陸晚，一直到1962年初才有了第一家電視臺正式成立；但臺灣電視事業發展快速，彩色化的時間則位於世界前列。在解嚴之前，電視產業長期被老三臺所寡占；解嚴後頻道數量如雨後春筍般急速成長，但亦帶來負面效應，甚至不少民眾認電視為社會亂源之一。

## 歷史

### 電視事業之發軔
國立教育資料館於1956年成立後，教育部在1960年經行政院批准下，籌設「教育電視廣播實驗電台」。1962年1月1日，教育部責成國立教育資料館設立「教育電視廣播實驗電台籌備處」，籌備委員17人、顧問21人，以國立教育資料館館長劉先雲為主事者，國立交通大學電子研究所與私立中國電視工程傳習所分別負責教育電視廣播實驗電台的工程部與節目部，天主教媒體機構光啟社提供器材與技術支援，行政院美援運用委員會（後改制為 行政院經濟建設委員會，今改名為中華民國國家發展委員會）與行政院國家長期科學委員會（今 行政院國家科學委員會）補助經費。1962年2月14日，「第四屆全國教育會議」開幕日，教育電視廣播實驗電台正式成立並開播。1963年12月1日，教育電視廣播實驗電台改名教育電視廣播電台，中文簡稱教育電視台，英文簡稱「NETV」，直屬於國立教育資料館，節目內容並重社會教育與學校教育。1964年5月，教育部社會教育司開始籌劃建立空中教學學制。1965年2月，教育部社會教育司指定台北市立高級商業職業學校（ 後改名為國立台北商業技術學院，今 國立臺北商業大學）與教育電視台合作試辦空中教學課程。
教育電視台台址位於台北市南海路國立教育資料館館舍的七、八樓，平常日每天12時50分開播、16時10分收播，星期日9時整開播、12時03分收播，每週廣播時間共計23小時。教育電視台的收視範圍僅有台灣北部地區，收視率僅有1.40%。後在國防部與教育部的支持下，於1971年改組為「中華電視台」（現中華電視公司）。這是台灣電視事業的開端。
1959年1月，中日合作策進委員會第四次會議決議成立中日電視事業研究小組。1960年，中日電視事業研究小組推請魏景蒙、劉啟光與林忠赴日本，自此始籌畫成立臺灣電視公司。1960年6月，中國無線電協進會代表人胡維庸申請以「自資自建」方式設立一家民營電視台，定名「中國電視台」，資本額為新臺幣600萬元，擬在臺北市圓山架設發射台，採用1千瓦電力發射機，發射範圍可達60公里，必要時可增資至新臺幣1200萬元。由於當時客觀環境因素，「中國電視台」申請案並未獲准，卻是第一個民營電視台申請案。

### 黑白電視時期（台視時期）
1961年3月4日，臺灣省政府成立「台灣電視事業籌備委員會」，任命魏景蒙（時任中國廣播公司總經理）為主任委員，吳紹燧（時任台灣省政府新聞處長）為副主任委員，另設委員11人。除了臺灣省政府出資之外，亦邀請富士電視台、東芝、日立和NEC等四家日本企業入股，同時也吸收了部分台灣民間資本，合作創辦臺灣電視公司。台視創立之初，資本額為新臺幣3000萬元；其中，省政府所屬六行庫（台灣銀行、土地銀行、第一銀行、華南銀行、彰化銀行和合作金庫）占總股本的49%；四家日商各出資10%，占總股本的40%；其他民股占11%。1962年4月9日，台視在臺北市中正路上的電視大廈和竹子山發射站動土興建。1962年4月28日，臺灣電視公司正式成立，推選林柏壽為首任董事長，周天翔為首任總經理。1962年10月3日至10月9日，台視試播七天，並於此期間（10月5日）在臺北賓館舉行了試播酒會。1962年10月10日，由當時的第一夫人蔣宋美齡按鈕，台視正式開播。1965年10月10日，台視完成中、南部聯播網。當時台視大樓門牌號碼為「臺北市中正路990號」，即今「臺北市八德路三段10號」。
1963年，台視成立一年半後，有意成立第二家電視業者在立法院提出諮詢之後，決定在台視完成全國電視網後開放成立第二家電視台。臺視成立後，因長期寡占台灣電視市場，於成立七年內就使資本額翻倍，為全球各地商業電視所少有。台視的成功使民間資本蠢蠢欲動，第二家電視台呼之欲出。

### 彩色電視時期
中視開啟彩色電視時代：胡維庸提案的「中國電視台」申請案宣告失敗之後，當時全台灣28家民營廣播電台（正聲廣播公司等）參照日本與歐美各國的經驗，聯合申請成立第二家電視台。另外，尚有11個第二家電視台申請案：「新中國電視公司」（韋永成、裴存藩提案）、「中華電視台」（斌、林登、楊志翔提案）、「中國電視公司」（劉天祿提案）、「中國廣播公司電視台」（魏景蒙、黎世芬提案）、「民本廣播公司電視部」（胡炯心提案）、「華僑電視公司」（雲昌鎊提案）、「中華電視公司」（王道、王玉坤提案）、「聯合電視公司」（王新衡、李葉提案）、「中國商業電視台」（徐偉峯提案）、「龍津電視公司」（王羽孔提案）與「大華晚報電視台」（耿修業提案）。
1967年，奉總統蔣中正指示，整合以上12個第二家電視臺申請案，由中國廣播公司（中廣）結合28家民營廣播電台及部份有志於電視事業之工商文化界人士集資創辦第二家電視臺，定名「中國電視公司」。三方代表協商後同意，中廣出資50%，28家民營廣播電台聯合出資28%，有志於電視事業之工商文化界人士聯合出資22%，三方聯合創辦中視。1967年10月17日，三方聯合成立「中國電視公司籌備委員會」，推選委員12人，聘請黎世芬為籌備處主任，資本額為新台幣一億元。1968年9月3日，三方成員在台北市中山堂舉辦「中國電視公司成立大會」，公推谷鳳翔為董事長、黎世芬為總經理。1969年，日本放送協會派員到台灣輔導中視的籌備工作，中視節目部、工程部人員一併受訓。1969年3月5日，中視與中廣的聯合總部「廣播電視大廈」（台北市仁愛路三段53號；現址為宏盛帝寶豪宅社區）奠基，徐柏園（當時為中國國民黨財務委員會主任委員）、陳裕青（當時為中國國民黨中央委員會第四組主任）、梁寒操（當時為中廣董事長）、黎世芬（當時為中廣總經理）聯合主持動土典禮。由於中視向歐美各國與日本訂購的器材未能如期交貨，以及廣播電視大廈工程進度緩慢，中視借用中廣總部三間播音室改裝成攝影棚，並臨時租借民房辦公。
1969年10月9日，中視開始試播。1969年10月31日，由當時副總統嚴家淦主持剪綵儀式，當時之中國國民黨財務委員會主任委員俞國華主持按鈕儀式，中視正式開播，改變了台灣無線電視「僅此一臺（台視）」之局面。1970年2月16日，中視完成中、南部轉播站。1970年9月，廣播電視大廈完工。1971年，中視訂購的器材完成遷裝廣播電視大廈。
中視的成立，開創了台灣電視史上兩個里程碑，一是播出彩色電視節目，二是「每日連續播出」形態的電視劇正式誕生。中視在開播之前，便決定部份節目將以彩色方式播出。同時，有別於之前的每周一次的連續，中視也開啟了電視連續劇的每日連續播出的時代。中視所播出的第一部電視連續劇是《晶晶》，立刻引起極大轟動；而這種每日連續的電視劇形態，也沿襲至今而不衰。

### 華視成立，三臺成形
教育電視臺開播後，長期以來收視績效不佳。1968年12月6日，時任國防部部長蔣經國與教育部部長閻振興有鑒於教育電視台因經費困難而未能發揮效果，以及中華民國國軍軍中政治作戰教育有急需加強之必要，同意合作改建教育電視台。1970年2月16日，中華民國政府原則決定投資新台幣一億元，擴建教育電視台，易名為「中華電視台」，簡稱「華視」，成為一家以商業廣播為主、兼具教育廣播功能的電視台。1970年8月1日，成立華視籌備指導委員會，由王昇兼任主任委員，劉先雲擔任籌備處主任。1970年8月20日，中華電視台籌備處成立，劉先雲擔任主任委員。1971年1月31日，中華電視台正式成立，全名「中華文化事業股份有限公司中華電視台」，首任董事長為劉闊才，首任總經理為劉先雲，資本額增為新台幣兩億元。
1971年2月10日，華視第一代總部「攝影大樓」開工，同年啟用。同年10月10日，華視開始試播21天，當天20:00播映楊年蓉主持的特別節目《華視簡介》是華視試播期間的第一個節目。1971年10月31日15:00，由嚴家淦副總統夫人劉期純主持按鈕儀式，華視正式開播，汪慧雙代表華視贈送一台新力13吋手提電視機給劉期純。1971年10月31日16:30，華視播映特別節目《近悅遠來》，是華視開播後的第一個節目，內容是華視各家友台（包括台視、中視與國外的電視台）慶祝華視開播影片的總集。華視開播同時，完成中、南部聯播網。1988年11月25日，華視的正式名稱更改為「中華電視股份有限公司」，通稱中華電視公司。
在1990年代以前，台視、中視、華視為台灣僅有的三家電視台，被合稱為「三台」（後來又被稱為「老三台」）。在民間全民電視公司（民視）開播以前，於台灣無線電視業界各據一方。

### 有線電視時代初期
有線電視媒體在台灣俗稱「第四台」，意指老三台之外的電視媒體。第四台出現的原因是由於台灣地形多山，電視訊號由於山巒阻隔，早期曾因導致部分低窪地區與偏遠山區的收視品質高度不良。因此在部分地區，民間自行搭天線來傳送電視訊號。後來業者不以三台節目為滿足，開始播放各類錄影帶作為節目，也就是早期的第四台。
- 中華民國政府在早期並未開放合法經營第四台，台灣最早的第四台始於1969年在花蓮豐濱一帶時出現。[1]
- 由於取締成效不彰，第四台逐漸在台灣民間開枝散葉，蓬勃發展。
- 第四台合法化：行政院終於在1983年成立「建立有線電視系統工作小組」，參考各國經驗進行規畫，最後在1993年8月11日，由行政院新聞局發布《有線電視法》規範運作，並於同年11月開放第四台登記為過渡性質的有線電視節目播送系統業者，當時共有610家取得臨時登記證[2]。之後新聞局將有線電視經營區域劃分為51區，每區至多存在5家業者[3]，迫使第四台系統業者進行整合淘汰，1994年10月1日正式受理有線電視系統申設登記時，只剩209件申請案。幾經審核，直到2001年年底，共計有66家有線電視業者正式營運[2]。
- 頻道開放數量大增：《有線電視法》通過後，ESPN（現名FOX體育台）搶先登陸台灣。之後，CNN、Discovery Channel等境外頻道紛紛取得落地權；而各民間企業紛紛成立或併購衛星電視公司，提供電視節目給有線電視頻道業者播放，使得台灣的有線電視頻道數量直線上升。目前本土與外國電視頻道合計超過一百個。目前台灣主要的有線電視頻道業者包括了凱雷集團、茂德國際集團旗下的東森電視、旺旺中時集團所屬的中天電視、宏達電王雪紅掌控的TVBS、練台生的年代電視和壹電視、林崑海、張榮華等人的三立電視、楊登魁創立，台塑企業所屬的八大電視、中國信託集團的緯來電視網等。

#### 電視新聞百家爭鳴
有的第四台帶有政治意識形態色彩，對朝野政治人物予以抨擊，雖然無形突破了政府對廣電頻率控制的藩籬，但仍受制於整個國家通訊傳播委員會的媒體框架之下。

#### 頻道家族逐漸成型
有線電視（第四台）剛開播時，節目的傳送多依賴錄影帶「跑帶」。

### 有線電視時代中期（步入衛星傳送時代）
1994年，隨著有線電視的合法化，各頻道逐步採用衛星傳送訊號。目前，全台灣100%的有線電視頻道通過衛星中繼傳輸，因此有線電視頻道也稱作衛星電視頻道。所有電視頻道訊號皆以數位訊號輸出向衛星地面上鏈（Uplink）站傳輸上鏈，各有線業者接收自衛星的數位信號後，以類比訊號向用戶傳送節目。某些衛星地面上鏈(Uplink)站也同時擁有衛星直播到戶的執照，用戶可以購買其發行的收視卡及接收設備，直接接收來自衛星的數位信號。由於有線電視業者常常私自插播廣告和跑馬燈，直接接收來自衛星的訊號除可以避免這些問題之外，還可以避免類比調製造成畫面質量衰減與失真，獲得的清晰度等同於數位電視。這些頻道的上鏈單位或直播公司及所在衛星包括：
- CHT(中華電信)：中新1號 C&Ku頻
- TAS（台亞衛星通訊） （页面存档备份，存于）：JCSAT-10 C頻, 新天11號Ku頻, 馬布海1號Ku頻, 國際8號 C頻
- C-Sky-Net  （页面存档备份，存于）（華人衛視）: 亞太2R Ku頻, 亞太5號 C頻, 馬布海1號Ku頻
- D-Sky  （页面存档备份，存于）（數碼天空/侑緯衛星通訊）：亞太5號 Ku頻

以上的傳輸、接收流程可以由下圖說明：
|                           |                           |                           |                           |                           |                           |  |  | 電視台頭端輸出 （光纜輸出） |                   |                   |                   |                   |                   |  |  |                   |                   |                   |                   |                   |                   |  |  |  |  |  |  |  |  |  |  |  |  |
|                           |                           |                           |                           |                           |                           |  |  |                             |                   |                   |                   |                   |                   |  |  |                   |                   |                   |                   |                   |                   |  |  |  |  |  |  |  |  |  |  |  |  |
|                           |                           |                           |                           |                           |                           |  |  | 衛星上鏈公司／ 直播系統     |                   |                   |                   |                   |                   |  |  |                   |                   |                   |                   |                   |                   |  |  |  |  |  |  |  |  |  |  |  |  |
|                           |                           |                           |                           |                           |                           |  |  |                             |                   |                   |                   |                   |                   |  |  |                   |                   |                   |                   |                   |                   |  |  |  |  |  |  |  |  |  |  |  |  |
|                           |                           |                           |                           |                           |                           |  |  |                             |                   |                   |                   |                   |                   |  |  |                   |                   |                   |                   |                   |                   |  |  |  |  |  |  |  |  |  |  |  |  |
| 有線電視業者 （數位信號） | 有線電視業者 （數位信號） | 有線電視業者 （數位信號） | 有線電視業者 （數位信號） | 有線電視業者 （數位信號） | 有線電視業者 （數位信號） |  |  |                             |                   |                   |                   |                   |                   |  |  | 其他衛星直播系統  | 其他衛星直播系統  | 其他衛星直播系統  | 其他衛星直播系統  | 其他衛星直播系統  | 其他衛星直播系統  |  |  |  |  |  |  |  |  |  |  |  |  |
| 有線電視業者 （數位信號） | 有線電視業者 （數位信號） | 有線電視業者 （數位信號） | 有線電視業者 （數位信號） | 有線電視業者 （數位信號） | 有線電視業者 （數位信號） |  |  |                             |                   |                   |                   |                   |                   |  |  | 其他衛星直播系統  | 其他衛星直播系統  | 其他衛星直播系統  | 其他衛星直播系統  | 其他衛星直播系統  | 其他衛星直播系統  |  |  |  |  |  |  |  |  |  |  |  |  |
| 用戶 （數位信號）         | 用戶 （數位信號）         | 用戶 （數位信號）         | 用戶 （數位信號）         | 用戶 （數位信號）         | 用戶 （數位信號）         |  |  | 用戶 （數位信號）           | 用戶 （數位信號） | 用戶 （數位信號） | 用戶 （數位信號） | 用戶 （數位信號） | 用戶 （數位信號） |  |  | 用戶 （數位信號） | 用戶 （數位信號） | 用戶 （數位信號） | 用戶 （數位信號） | 用戶 （數位信號） | 用戶 （數位信號） |  |  |  |  |  |  |  |  |  |  |  |  |

- 1993年10月的中秋節，台視新聞率先推出國內第一台衛星SNG車，此一時期，1994年開始，各電視台的衛星SNG車開始大量增加。

#### 電視產業的劇烈變革
台視、中視、華視等三台的經營權，開始在政治開放黨政軍退出媒體的呼聲之下，公股開始向全民釋股，例如台視賣給非凡、中視股票上市後和中時被賣給旺旺、華視與公視整合成為隸屬政府的公廣集團、民視由民進黨黨員蔡同榮、王明玉等人掌控、東森先後被賣給私募基金凱雷集團、茂德國際集團等等。

#### 1990年代後
進入1990年代後，除了民間參與的有線電視與衛星電視興起之外，身為重要公共資源之一的無線電視亦有所發展。由民主進步黨為主的團隊所創立的台灣第一家非國營無線電視台——民間全民電視公司於1997年開播，台灣第一家公共媒體機構、籌備多年的公共電視台亦在1998年開播，台灣的無線電視台從三台增加至五台，象徵台灣電視媒體日趨邁向自由化。

#### 民視開播，四台爭霸
以黨外人士為主組成的民主進步黨，不少從政黨員藉於媒體資源遭長期執政的中國國民黨操控，興起爭取開放第四家無線電視台的風潮，其中提倡最力者是以推動公投入憲著名的立法委員蔡同榮。1993年8月6日，以蔡同榮、田再庭、張燦鍙等民進黨人為首的「民間傳播公司」成立，並定期對外宣布發起人數、投資金額，藉此向政府施壓；在此同一時間，同為民進黨人的張俊宏、余陳月瑛等人成立「全民電通公司」，同樣以爭取成立無線電視台為目標。
1994年1月28日，行政院新聞局宣布開放特高頻第五、第六兩個頻道，供未來成立的第四家無線電視業者使用。參加登記的，除了同樣以民進黨人為首的「民間」、「全民」兩家公司之外，還有以高雄陳家為首的「亞太」，以及香港TVB的「豐年」等業者。為了確保爭取能夠成功，「民間」、「全民」兩家公司於同年6月達成協議，決定共同以「民間全民電視公司」的名義提出申請，並於同年6月30日正式向新聞局提出申請。在接近一年的審議期間，民視方面積極透過政治遊說、舉辦公聽會等方式，向國民黨政府施加壓力，並向各方物色經營階層人選。
1995年6月16日，審議結果揭曉，民視在11位審議委員中取得過半的6位委員支持，成功取得第四家無線電視台的經營權。1996年3月27日，民視正式成立董監事會，由蔡同榮擔任首任董事長、張俊宏擔任首任副董事長，並延攬當時任職華視主任秘書的資深媒體人陳剛信為執行常董，TVBS副總經理李光輝為總經理。1997年5月5日，民視的新聞頻道「民視新聞台」先行開播；同年6月10日，民視取得新聞局的播出執照；6月11日晚間7時，在李登輝總統的按鈕之下，民視無線台正式開播。歷經三年的籌備，民視這個「台灣第一家民營無線電視台」終告成立。

#### 公視十八年的建台歷程
1980年，當時的行政院院長孫運璿首度倡議建立公共電視台。當時台灣的政治環境，仍然處於戒嚴狀態；而在電視生態方面，交通部嚴格管制無線電波，只允許已經成立的老三台製播以營利為目的的節目。這樣的歷史背景，決定了公視最初的發展由官方主導。
公視成立的先聲——廣電基金節目
1982年6月，行政院新聞局成立「廣播電視未來發展研究委員會」，邀請學者專家研究如何設立一個「公共電視節目製作中心」。最後決定：將公共電視節目委由電視台、社團及有關文化、教育學術機構，或國內民間廣告、傳播業者承製，亦可選購國內外節目成品；週一至週五，每天播出三個公共電視節目，每個節目長度三十分鐘；週六及週日，每天播出一個公共電視節目，每個節目長度六十分鐘；分別利用原先的老三台夜間聯播時段及夜晚收播後延長播出，作為公共電視節目時間。1983年，行政院新聞局提出「公共電視節目製作中心」計劃草案，但因經費過高、人力龐大而擱置。1984年，行政院新聞局設立「公共電視製播小組」，徵用三家無線電視台的時段播出公共電視節目。
1984年5月20日，第一個公共電視節目《大家來讀三字經》在中視播出。1986年，製作公共電視節目的任務轉由廣播電視事業發展基金（簡稱廣電基金）下設的公共電視節目製播組負責，仍然徵用老三台節目時段播出。1994年10月9日，「公共電視節目」改名為「廣電基金節目」。公共電視節目與廣電基金節目都沒有專屬頻道播出，借用的時段經常被調動，影響觀眾收視權益。
公共電視法的立法過程
1991年，行政院核定《公共電視台籌備委員會設置要點》，「公共電視台籌備委員會」（簡稱公視籌委會）據此成立，主管機關為行政院新聞局，由文建會前主委陳奇祿出任主任委員，並聘請王曉祥為秘書長。廣電基金也在公視籌委會成立後，卸下製作公共電視節目的任務。公視籌委會成立後，開始推動《公共電視法》的立法，以及公視建台的各項準備工作；除了在台北市內湖區東湖的五千坪的土地上興建了三棟製作大樓，並完成全台各地的轉播站。公視開始定期試播。此時，台灣社會剛剛解嚴，民主化的浪潮興起，社會運動方興未艾；公共電視的推動，不再由官方單方面主導，民間社會的力量亦開始積極參與。
1993年，行政院將《公共電視法》草案送交立法院審查；同時，一群文化界人士組成「公共電視民間籌備會」，以彰顯公共電視的民間性格，並針對《公共電視法》提出主張、進行遊說。1993年12月，《公共電視法》草案在激烈的辯論下通過一讀。1994年8月，《公共電視法》草案進入二讀，但過程並不順利。之後，經過立法院五個會期的討論，仍然無法完成二讀。民間推動公共電視建台的力量，仍然源源不絕。
1996年9月，一群關心公共電視的學術、文化界人士組成「公共媒體催生聯盟」，結合各界支持公共電視的力量，促使《公共電視法》通過。1997年4月，由於公視籌備多年，政府已投注大量的人力、物力，卻遲遲不能讓公視建台，因而出現「終止公視建台」的主張。「公共媒體催生聯盟」與「公視職工聯誼會」結合社會上各種關心公視的力量，發起各項「拯救公視」的活動。1997年5月31日，經由民間鍥而不捨的遊說及立法院密集的政黨協商，立法院三讀通過《公共電視法》；但是附帶決議，要求公視在2002年7月以前不可製作每日即時新聞。
公視開播前的準備過程
1995年7月3日，公視籌委會開始進行為期兩個星期的內部試播：每天20時至22時，前一個小時播出新聞節目、論壇節目及新聞雜誌節目，後一個小時播出娛樂節目。
1997年7月，「公共電視過渡時期營運規劃小組」（成員共26人）成立，負責規劃未來的公視營運計劃。公共電視過渡時期營運規劃小組依據《公共電視法》第一條所揭櫫的公視精神，確認公視的使命在於：維護民眾表達自由及知的權利，提高全民教育和文化水準，並促進民主社會發展，增進公共福祉。規劃小組在六個月的時間中，提出了一份「營運規劃總結報告書」，規劃出公視的十四項營運方針。
1998年1月，第一屆公視董監事人選（共18人）經立法院推舉的審查委員會審議通過。1998年3月，公視董監事召開第一次會議，選出吳豐山為董事長，賀德芬為常務監事，並指派廖蒼松為總經理，李永得、張光譽、朱全斌為副總經理。1998年7月1日，財團法人公共電視文化事業基金會（簡稱公視基金會）正式成立，並於同日開播，定頻在有線電視第53頻道。至此，公視完成長達十八年的建台歷程。後為了提高頻道的能見度，公視自2005年1月1日起定頻在有線電視第13頻道。

#### 母語電視台的成立
由於國民黨政府長久以來的華語推行措施，造成台灣各族群母語均面臨凋零，透過政府力量成立以公共媒體型態經營的母語電視台，便成為台灣母語復興的重要一環。
為保障相對語言環境相對弱勢的客家與原住民族群，客家電視台與原住民族電視台先後在2003年7月1日以及2005年7月1日開播。兩者由相關族群事務主管機關出資成立，前者委由公視基金會經營、後者由原住民族文化事業基金會專責經營，透過節目內容的產出振興母語與族群文化。
至於台灣最多人使用的台語（台灣閩南語），公視在2007年曾規劃成立台語電視台，惟最後並未成立。有鑑於台語在年輕世代的使用比例因華語的強勢地位而低下，長期上面臨傳承危機，加上台語缺乏強制法律強制性的保護措施，2017年國家語言發展法草案再次交付立法的同時，數個台灣本土社團聯名要求執政的蔡英文政府，盡速成立台語公共電視台，最後在2019年7月1日以「公視台語台」正式開播。。

#### 公共媒體制度成型
2006年1月18日：制定公布《無線電視事業公股處理條例》。決定將華視公共化。
1月13日：公視基金會公開徵求外界推薦華視總經理人選，並成立華視總經理審薦小組，進行遴選作業。
1月16日：黎明文化事業基金會捐贈華視股份給公視基金會。
2月20日：華視總經理推薦人選產生，小野獲得公視基金會董事會三分之二以上董事投票通過接任華視總經理。
3月20日：公視基金會董監事聯席會議決議：為強化華視未來營運效能，將全數參與華視董監事會之運作。
3月31日：公視基金會的十一位董監事及其推薦的六位專業人士，與六位民股代表組成華視董事會，並召開第一次董監事聯席會議。會中，選出公視基金會董事長陳春山為「無給職」（無薪資）的華視董事長，亦通過總經理小野、副總經理高武松及多位相關主管的人事任命案。華視達成公共化的目標。
7月1日：公廣集團正式成立，分別在公視基金會與華視舉行揭牌儀式；同日下午，公廣集團在國立國父紀念館舉行「I Love TBS：公廣集團開跑嘉年華會」，孫翠鳳、張玉嬿、王曉書等藝人一同出席響應公廣集團發起的「新電視運動：我，健康看電視」。
7月12日：公廣集團原住民族電視臺及客家電視臺諮議委員會正式成立。
2007年1月1日：依據《無線電視事業公股處理條例》規定，客家電視臺、原住民電視臺、臺灣宏觀電視加入公廣集團。原住民電視臺同時改名為「原住民族電視台」。
2014年1月1日：原住民族電視台退出公廣集團，由原住民族文化事業基金會經營。

#### 數位化浪潮下的電視革命
台灣於2004年7月1日起，無線四台數位頻道開播；開啟數位電視時代。
2008年2月1日起，由公視率先測試台灣第一個高畫質電視頻道HiHD，該頻道在北部地區定頻3頻道；2008年5月15日在北高兩地正式播出，但直到2012年7月24日才正式開播。
2012年6月30日國家通訊傳播委員會關閉全台灣無線電視的類比訊號。有線電視的數位化也在推動當中，2017年完成。類比電視訊號的關閉，象徵台灣電視產業邁入全面數位化的時代來臨。原屬有線電視頻道的客家電視台同日成為公視所屬的無線電視頻道。
2014年12月29日，台視主頻升級為HD訊號播出、台視新聞台試播；是首個HD播出的無線台主頻道。當日民視也將新聞台在有線電視系統傳送HD訊號。並將原HD台改為民視四季台。
2015年元旦起，台視新聞台正式開播。民視將新聞台、交通台及四季台節目同步在Youtube和四季影視網路直播。6月起民視各頻道開始在數位有線電視系統傳送HD訊號。10月1日華視主頻也升級HD訊號播出。
2016年2月15日中視主頻升級HD訊號播出，公視7月6日將其他3個頻道升級HD訊號；並將公視HD台更名為公視3台。2016年7月6日：原住民族電視台由於使用的中星2號於該年10月斷訊，依6月修正的《原住民族文化事業基金會設置條例》規定獲公視協助租用頻道，自該日起到31日以HD訊號試播。8月1日起正式在數位無線電視頻道以HD訊號播出；11月7日原民視四季台更名為民視台灣台；2016年12月21日台視新聞台升級HD訊號播出；2017年2月3日華視教育文化台(現華視教育體育文化台)和華視新聞資訊台升級HD訊號播出。2017年7月31日，中視新聞台升級為HD訊號播出。
2016年7月31日通傳會會議決定2017年年底有線電視系統全面數位化；為了因應這樣的目標，台灣各有線電視台也把陸續頻道升級為HD訊號播出。
2018年3月26日原民視交通台更名為民視第一台並和民視無線台升級為HD訊號播出。

#### 電視廣告的發展
隨著電視的開播，台灣開始出現電視廣告。第一支電視廣告是黑人牙膏的廣告，於1962年10月在台視播出。而早期主要是以三家公司的電視廣告為主，分別是黑人牙膏、黑松汽水和生生白皮鞋，當時被稱為電視廣告的「二黑一白」。目前台灣的電視廣告內容比較多元，商品也逐漸多元。

#### 現金卡廣告爭議
在2002年至2004年間，電視上開始出現大量的現金卡廣告，內容均強調「借錢的好處」、「輕鬆就能借到錢」，並以歡樂活力的氣氛為主，而讓消費者忽略背後高額的循環利息和手續費等。這類廣告被認為是造成台灣雙卡風暴的主要原因之一。其中，由主持人曹啟泰演出的大眾商業銀行「大眾Much現金卡」廣告，因為強調「借錢是高尚的行為」而遭部份消費者抗議，而在2003年1月24日被新聞局建議歸類為輔導級的內容，限制在晚間11點至隔日早上6點間播出。2005年5月1日起，金融監督管理委員會制定了現金卡和信用卡的電視廣告規範，必須以「慎用現金卡」為主題，並要須全程加註一定大小的提醒文字，以及揭露4秒以上的相關利率、規範等資訊。

#### 蓋台廣告
台灣的有線電視系統業者（又稱第四台業者）常會中斷原本電視台正在播映的廣告或節目，強制插播由業者自行招攬的電視廣告，稱之為「蓋台廣告」或「插播廣告」。這類廣告早期通常是以製作粗糙的地區性內容為主，且夾雜著情色或被限制禁播內容，多為未經新聞局審核或未有經營執照之廣告內容，例如傢具大賣場、信用借貸、當鋪、中醫診所、寬頻網路、數位電視、國際電話、搬家公司、房仲業者、建設公司等，通常都僅有以圖卡搭配旁白的內容；但近年來也有大型企業（例如：中國信託、新東陽、家樂福、東森購物等）和候選人的廣告出現。蓋台廣告通常是在電視台原本的廣告時段、其它內部節目預告廣告、節目的片頭或片尾時出現，經常還會覆蓋到到節目本身的播出時間，除了影響原本花錢購買廣告時段的業者之外，也對觀眾造成很大的干擾。蓋台廣告也違反了《有線廣播電視法》第五章第四條第一點的規範，其中規定「系統經營者應同時轉播頻道供應者之廣告，除經事前書面協議外不得變更其形式與內容」，也有電視台在網頁中提供了檢舉的辦法 。雖然經常有觀眾和電視台針對此提出抗議，但目前系統業者仍然持續播出各種蓋台廣告。目前已經發現於Discovery、MTV、中天電視、緯來電視、Cartoon Network、迪士尼頻道、Animax、MOMO親子台、國家地理頻道、衛視體育台、CNN、龍祥電影台、霹靂頻道、國興衛視等播出此類干擾性廣告內容。
有線電視蓋台廣告僅限於有線電視系統業者所提供類比訊號才有，有線電視系統業者所提供數位訊息沒有蓋台廣告。

### 有線電視時代後期（MOD加入，觀眾選擇趨於多元化）
由於中華電信在互聯網的佈建速度加速進行，而有線電視亂象橫生、收視率逐年下滑，公股占大多數的中華電信決定推出MOD分食有線電視市場，目的是讓觀眾有更多的選擇，惟MOD頻道與第四台有不小差異，很難取代有線電視第四台。

#### 網路機上盒的興起
台灣網路機上盒興起，最早由中華電信MOD先推出,之後其他各電信業者與各大有線電視系統業者也紛紛推出。

#### 購買海外知名節目以節省本地製作成本
早期是在香港戲劇全盛時期購買港劇、港片（以周星馳為最，重播率最高），後來改買日劇（例如東京愛情故事，紅極一時），接下來改買韓劇（以大長今為最，重播率不低）。目前台灣各電視台戲劇來源，主要以韓劇、歐美影劇、日劇等為主，自製劇為其次。

#### 冠名贊助的風氣重新復燃
- 1965年，台灣田邊製藥獨家贊助台視委外製作的電視歌唱競賽節目《田邊俱樂部——周末劇場》（《五燈獎》前身），成為台灣當時第一個冠名贊助節目。之後冠名贊助的風氣暫時消失。
- 2014年4月2日，國家通訊傳播委員會委員會議決議更進一步擴大開放台灣冠名贊助廣播電視節目與戲劇範圍，原本冠名節目的名稱只可有贊助廠商名稱，放寬後可以品牌或產品名稱為冠名，亦可包含商標圖像及相關附屬圖案。國家通訊傳播委員會委員會希望為廣電產業引進更多資金活水，讓觀眾有更豐富及多元的節目選擇。

## 節目分級制度

第二代（現行）的電視節目分級標誌（2017年6月13日起）。
從左至右依序：普遍級、保護級、輔12級、輔15級、限制級。

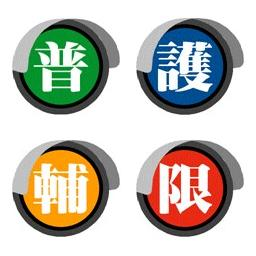
第一代的電視節目分級標誌。
左上：普遍級
右上：保護級
左下：輔導級
右下：限制級

臺灣的電視節目分級制度，最初設有四級以區分管理，之後擴增為五級，標誌也與同樣設置5個級別的遊戲軟體、電影等2個分級制度一致。最初主管機關是行政院新聞局，前者解散後由國家通訊傳播委員會承接。

### 引用
1. ↑  有線電視傳播業 的存檔，存档日期2015-04-02.
2. 1 2  王天濱，《臺灣新聞傳播史》，第17頁，亞太圖書出版社，2002年8月版
3. ↑  王天濱，《臺灣新聞傳播史》，第580頁，亞太圖書出版社，2002年8月版
4. ↑  陳豐惠. . 民報. 2017-06-22  [2017-08-27]. （原始内容存档于2017-08-27） （中文（臺灣））.
5. ↑  楊淳卉、凌美雪. . 自由時報. 2017-06-19  [2017-08-27]. （原始内容存档于2017-08-27） （中文（臺灣））.
6. ↑  劉芮菁. . PNN 公視新聞議題中心 (公共電視台). 2017-06-18  [2017-08-27]. （原始内容存档于2017-08-21） （中文（臺灣））.
7. ↑  ，有線電視訂戶續增　NCC：明年底全面數位化 蘋果日報 2016-8-10新聞台 （页面存档备份，存于）
8. ↑  2003年1月25日；電視借錢廣告 研議限播 （页面存档备份，存于）《中國時報》，2006年10月8日查證
9. ↑  2005年4月29日；現金卡廣告 須附醒語 的存檔，存档日期2007-09-29.；《自由時報》，2006年10月8日查證
10. ↑  參見：有線廣播電視法 的存檔，存档日期2007-10-26.（行政院新聞局網站）

## 外部連結
- 中華民國電視學會 （页面存档备份，存于）
- 台灣電視資料庫 （页面存档备份，存于）